# Burkhard Heim
Burkhard Christian Ludwig Alexander Heim (* 9. Februar 1925 in Potsdam; † 14. Januar 2001 in Northeim) war ein deutscher Physiker. Bei einem fehlgeschlagenen Experiment im Jahr 1944 hatte er sich lebensgefährliche Verletzungen zugezogen, die er schwerbehindert überlebte.
Heim arbeitete an Theorien zur Gravitation und einem von ihm vermuteten Zusammenhang mit dem Elektromagnetismus, versuchte die Massen der zu seiner Zeit bekannten Elementarteilchen rechnerisch zu begründen und beschäftigte sich mit parapsychologischen Fragestellungen. In der physikalischen Forschung spielen die Ansätze Burkhard Heims keine Rolle.

## Leben

### Kindheit und Schule
Burkhard Heim wurde als Sohn des Bankkaufmanns Heinrich Heim (1890–1964) und dessen Ehefrau, der vormaligen Schauspielerin Marie-Luise, geb. Warneboldt (1896–1985) am 9. Februar 1925 um 22:15 Uhr in Potsdam geboren. Am 26. August 1927 wurde seine Schwester Norgard geboren.
Heim verbrachte seine frühe Kindheit zunächst in der Roonstraße 14 in Potsdam. Heims Großvater mütterlicherseits, der Northeimer Schuldirektor Louis Warneboldt (1851–1931) erklärte ihm bei Spaziergängen, wie chemische Umwandlungen Beeren reifen lassen, was sein Interesse an Chemie weckte. Von seinem Vater ließ er sich aus dem Buch „Aus fernen Welten – Eine volkstümliche Himmelskunde“ von Bruno H. Bürgel vorlesen. Als Kind malte er sich aus mit einem „Mondschiff“ durch die Kraterlandschaften des Mondes zu fliegen und abends versuchte er oft, die abgebildeten Sternbilder am Himmel zu finden. Sein späterer Zeitgenosse und Biograph, der Ufologe Illobrand von Ludwiger gab an, Heim habe bereits zur Einschulung die Namen und Positionen der größeren Sterne und Sternbilder beherrscht.

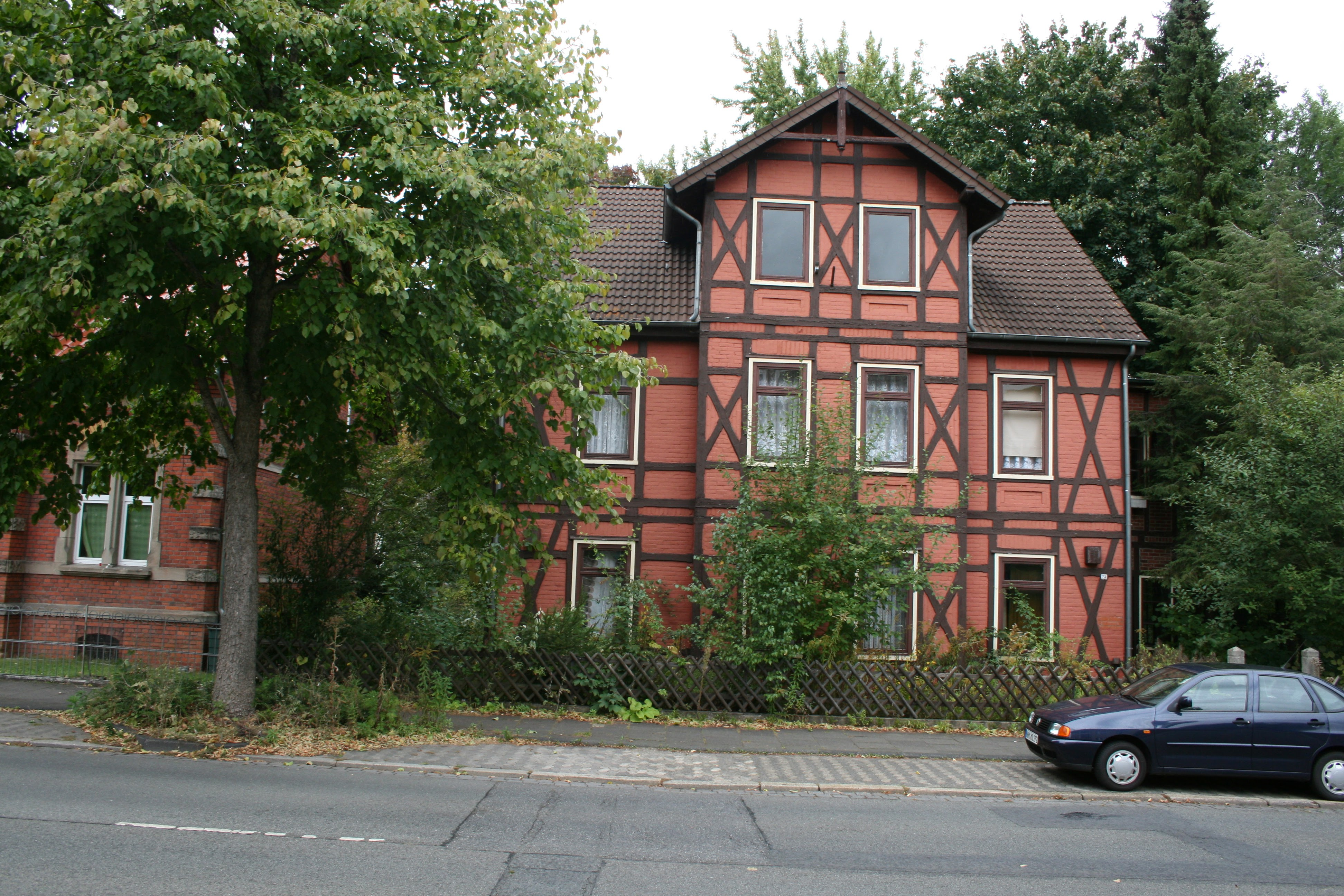
Das Fachwerkhaus Wilhelmstraße 25 in Northeim im Jahr 2012. Das Wohnhaus des Großvaters diente später als Labor und Sitz von Heims Institut für Feldphysik.

Eingeschult wurde er 1931 in Northeim, jedoch starb sein Großvater am 8. August 1931, was einen Umzug nach Berlin zu den Eltern nach sich zog. Dort ging er zunächst kurz zur Gemeindeschule, anlässlich eines erneuten Umzugs auf die Eisenhart-Schule in Potsdam. Als Berufswunsch gab Heim in diesem Alter an, „Raketenforscher“ werden zu wollen, auch in einer kurzen Autobiographie berichtet Heim von seinem Interesse an den Naturwissenschaften, im Alter von 10 Jahren habe er Chemiker werden wollen.

### Abitur
Ab 1935 besuchte Heim das Viktoria-Gymnasium in Potsdam. Bereits in der Grundschule hatte er Schwierigkeiten mit den „preußischen Methoden“ des Unterrichts, doch jetzt bemerkte er: „Aus den Unteroffizieren waren Leutnants geworden. Ich stellte wieder fest, dass man viele Vorgesetzte hatte, und dass man auf dem Gymnasium doch nicht das tun konnte, was man wollte“. In der Quarta (entspricht etwa heutiger 7. Klasse) blieb er wegen schlechter Leistungen in Latein, Mathematik und Physik sitzen.
Zu Weihnachten 1936 bekam er von seinem Vater einen Chemiebaukasten geschenkt. Seine Freizeit widmete er in den nächsten Jahren pyrotechnischen Experimenten, die aufgrund gelegentlicher Explosionen die Besorgnis von Nachbarn und Bekannten auf sich zogen. Er entwickelte über die Jahre ein zunehmendes Geschick im praktischen Umgang mit Sprengstoffen. Im Mai 1942 wechselte er auf die Gabbe-Lehranstalt in Berlin, eine Abendschule, um sein Abitur abzulegen, da man ihn des Gymnasiums verwiesen hatte. Eine Quelle gibt an, dass er einen Papierkorb gesprengt habe und die Schule mit Knallerbsen „vermint“ hatte, um sich an einem ungerechten Lehrer zu rächen, eine andere, dass er einen Gebäudeflügel der Schule unter Tränengas (in diesem Fall Bromaceton) gesetzt haben soll, eine dritte, dass ihm beides vorgeworfen wurde und der Verweis erst aufgrund einer weiteren Verfehlung ausgesprochen wurde. Auf dem Abendgymnasium wurde Heim weniger bevormundet, seine Leistungen steigerten sich. Er erinnerte sich: „Kein Mensch zwang mich überhaupt zum Unterricht zu kommen. Also bin ich immer hingegangen“. Im Mai 1943 legte er das Abitur in Berlin mit guten Noten ab.

### Arbeitsdienst und Wehrmacht
Bereits zwei Wochen nach dem Abitur, am 17. Mai 1943, musste Heim zum Reichsarbeitsdienst einrücken; die Arbeit erschien ihm intellektuell wenig fordernd und er hoffte, direkt im Anschluss an der Heeresversuchsanstalt Peenemünde Raketen bauen zu dürfen.
Im Oktober des gleichen Jahres wurde er jedoch zur Wehrmacht eingezogen. Bereits 1941 experimentierte er eigenständig mit einem Sprengstoff auf Thermit-Basis, den Angaben in seiner kurzen Autobiographie zufolge wollte er diesen zur Untersuchung von Gasen bei hohen Temperaturen einsetzen, anderen Angaben zufolge nutzte er diesen jedoch für pyrotechnische Zwecke. Wie viele andere junge Männer versuchte er dem Fronteinsatz zu entgehen. So schickte er die Ideen für ein uranbetriebenes Raketentriebwerk an die Heeresversuchsanstalt, diese war jedoch bei einem Bombenangriff zerstört worden. Er erhielt ein positives Beurteilungsschreiben, jedoch keine Anstellung. Später sandte er Ideen für ein Pulsstrahltriebwerk für Flugzeuge an das Reichsluftfahrtministerium; dort wurde er zumindest zu einem Gespräch vorgeladen. Weitere Ideen und Einsendungen an verschiedene Ämter scheiterten.
Am 25. Oktober 1943 wurde Heim zuerst nach Utrecht zur Rekrutenausbildung beordert, dann als Kraftfahrer nach Amersfoort, von dort wurde er im Frühjahr 1944 nach Berlin abkommandiert, um Sprengstoffe für die Chemisch-Technische Reichsanstalt herzustellen, das Resultat eines seiner Schreiben.

### Unfall und Kriegswirren
Im Rahmen seiner Tätigkeit für die Chemisch-Technische Reichsanstalt stellte Heim ein Sprengstoffgemisch aus konventionellen Sprengstoffen und Thermit her. Eine Probesprengung hatte er für den 19. Mai 1944 geplant, so dass er seine Patronen gegen Mittag mit einer Initialladung versehen wollte. Aufgrund einer chemischen Verunreinigung war der Initialsprengstoff jedoch wesentlich empfindlicher als angenommen und detonierte an diesem Tag zusammen mit einer der Probeladungen. Er verlor bei der Explosion beide Hände, erlitt schwere Gehörschädigungen und erblindete nahezu vollständig. Dass an diesem Tag zufällig ein Arzt anwesend war, rettete ihm das Leben. Der Transport ins Virchow-Klinikum gestaltete sich aufgrund der Bombardierung Berlins schwierig. Später entging er nur durch Glück der Bombardierung des Krankenhauses, da er aufgrund einer Augenoperation in einen anderen Teil verlegt wurde. Nach der Operation beider Arme im Juni 1944 lag er im Garnisonslazarett in Berlin-Tempelhof, wo Versuche, seine Sehkraft wiederherzustellen, scheiterten. Er konnte nur noch schemenhaft und teilweise in falschen Farben sehen. Erst im August konnte er die Klinik tageweise in Begleitung verlassen und im September oder zu Weihnachten 1944 wurde er endgültig entlassen.
Im April 1945 war mit einem Angriff der Roten Armee zu rechnen, sodass Schwerstverletzte wie Heim evakuiert wurden. Seine 17-jährige Schwester Norgard begleitete ihn. Die mehrwöchige Irrfahrt des Lazarettzuges endete am 16. April 1945 in Pilsen, von wo aus Heim und seine Schwester nach Bayern flohen, während Berlin von sowjetischen Truppen eingenommen wurde. Schließlich fanden sie in Rott am Inn in einem Bauernhaus Zuflucht. Am 29. Juni 1945 unterzog sich Heim in Rosenheim einer erneuten Augenoperation. Die Familie hatte verabredet, sich in Northeim zusammenzufinden, falls Potsdam besetzt werden würde und so machte sich seine Schwester zuerst nach Northeim auf, um nach dem Verbleib der Eltern zu forschen. Er blieb zunächst in Bayern und unterzog sich in Bad Tölz am 15. Dezember 1945 einer Krukenberg-Operation am rechten Arm, sodass er zumindest wieder greifen konnte. Erst am 29. Dezember 1945 erhielt er einen Brief seiner Mutter. Das Reihenhaus der Heims in der Jahnstraße in Potsdam blieb unversehrt, sein Vater war in russischer Gefangenschaft. Wegen des Mangels an medizinischem Bedarf und einer Wundinfektion verzögerte sich die Heilung noch bis ins Frühjahr 1946, so erreichte er erst am 12. April 1946 Northeim, um in das Elternhaus seiner Mutter, nach anderen Quellen ins Haus seiner Tante Emmely Warneboldt in der Wilhelmstraße 24 einzuziehen. Die Mutter war nach einer überstandenen Typhusinfektion ebenfalls nach Northeim gereist, sodass sich er, Schwester, Tante und Mutter in Northeim einfanden, sein Vater befand sich in Gefangenschaft in Sachsenhausen, es war ihm jedoch nicht erlaubt, Informationen über seinen Verbleib nach außen zu geben.
Trotz der Operation war Heim zunächst nicht in der Lage, mit dem Spaltarm zu greifen. Erst im Mai fing der Arm plötzlich an zu arbeiten, eine weitere Operation am 24. Juni 1946 verbesserte seine Funktion. Im August entschied sich Heim zur Operation des linken Arms, diese fand am 12. September 1946 statt. Der linke Spaltarm heilte komplikationslos ab und war bereits im Oktober 1946 einsatzbereit.

### Studium, Rückkehr des Vaters, Heirat
Heim begann am 4. November 1946 an der Universität Göttingen ein Chemiestudium. Er war dabei auf Unterstützung angewiesen. Seine Mutter und verschiedene Bekannte begleiteten ihn und machten für ihn Notizen, andere lasen ihm vor, wenn sich niemand fand, ging er alleine, denn er konnte noch verschwommen sehen. Trotz der Widrigkeiten bestand er im März 1947 sein Fortsetzungsexamen, eine 4-stündige Prüfung, der sich Anfänger nach den ersten Semestern unterziehen mussten. Trotzdem wurde ihm langsam klar, dass er ein Chemiestudium nicht erfolgreich abschließen konnte, da er aufgrund seiner Behinderung die erforderlichen Praktika nicht durchführen konnte. Im Wintersemester 1948 brach Heim das Chemiestudium ab.

Seine zukünftige Frau Gerda Hildegard Elisabeth Heim, geborene Straube (1922–2006), lernte Burkhard Heim in einem Kunstgewerbegeschäft kennen. Heim besuchte den Laden, um die Laubsägearbeiten seiner Mutter zum Verkauf anzubieten, Frau Heim erinnerte sich:
„Ich befand mich gerade in einem Kunstgewerbegeschäft, als die Tür aufging und ein hochgewachsener junger Mann eintrat. Ich war zutiefst betroffen, als ich bemerkte, dass er keine Hände mehr hatte, um dann begreifen zu müssen, dass er noch dazu blind war.“
Sie bedauerte, ihm nicht gefolgt zu sein. Als sie von der Verkäuferin erfuhr, dass Heim am kommenden Mittwoch wiederkommen sollte, brachte sie ihm Kekse mit und begleitete ihn zum Bahnhof. Bald unternahmen die beiden ausgedehnte Spaziergänge und führten lange Gespräche, in denen Heim mit seiner Intelligenz beeindruckte. Gerda Straube war Sängerin in einer Künstlertruppe und tatsächlich hatte Heim sie schon im Frühling bei einer Veranstaltung für Kriegsversehrte singen hören, was ihm gut gefallen hatte. Bald begann sie auch für ihn zu schreiben und am 24. Dezember 1948 verlobten sich die beiden.
Mitte 1947 hatte die Familie Nachricht vom Vater erhalten. Er hatte einem entlassenen Häftling einen Kassiber mitgegeben. Der Brief wurde zuerst an einen Nachbarn in Potsdam zugestellt, da der Vater nichts von der Flucht der Familie wusste, und gelangte von dort nach Northeim. Erst Ende 1948, nach anderen Quellen Ende Juli 1948 kehrte Heims Vater mit Hungerödem und allgemein in schlechtem gesundheitlichem Zustand aus der Kriegsgefangenschaft zurück. Nachdem dieser wieder zu Kräften gekommen war, kümmerte er sich um Burkhard Heim. Er las ihm vor und schrieb bis zu seinem Tod 1964 seine Notizen und Theorien in Kontobüchern auf. Diese Notizen („Kladden“) im Umfang von, nach Heims Angaben, 27 Bänden lagern heute (Stand 2012) im Stadtarchiv Northeim.
Mit seinem Vater als Unterstützung konnte er ab 1949 theoretische Physik studieren. Da selbst bei einem Wechsel des Fachs das Vordiplom nach einer festgesetzten Semesterzahl abgeschlossen sein musste, musste Heim sich jetzt beeilen. Mit der Unterstützung seiner Eltern und seiner Verlobten konnte er am 8. Dezember 1949 die Vordiplomprüfung in Physik mit der Note ‚befriedigend’ ablegen.
Burkhard Heim war evangelisch. Am 24. Oktober 1950 heiratete er seine Verlobte Gerda Straube; die kirchliche Trauung fand am nächsten Tag statt. Seine Frau verblieb zunächst in Treuenhagen (heute Geismar) bei Göttingen, wo sie zur Untermiete wohnte, Burkhard Heim wohnte weiter in der elterlichen Wohnung in Northeim. Da Frau Heim in der elterlichen Wohnung keinen Platz fand, zogen sie zunächst nach Treuenhagen bei Göttingen. Im Mai 1951 wurden sie vom Göttinger Flüchtlingsamt in die Wohnung eines älteren Akademikers in Göttingen vermittelt. Zunächst pendelte Heims Vater nach Göttingen, um seinen Sohn zu unterstützen, später wurde Heim abwechselnd von seiner Frau und seinem Vater nach Northeim gebracht, um mit ihm zu arbeiten. Erst Ende des Jahres 1951 erhielt das junge Ehepaar vom sozialen Wohnungsbauamt eine eigene Wohnung in Burg Grona, Göttingen.

In dieser Zeit musste Heim sich vielfach an Augen und Ohren operieren lassen, die Genesungszeit verbrachte er nach Angaben seiner zukünftigen Frau damit, über Einsteins Allgemeine Relativitätstheorie und dessen Versuche zur Einheitliche Feldtheorie nachzudenken. Heim hatte sich im Jahr 1951 anhand der Bücher von Max von Laue in die Allgemeine Relativitätstheorie eingearbeitet, er schrieb einen Brief an ihn, in dem er auf einige Druckfehler aufmerksam machte und anfragte, wer sich in Deutschland mit der einheitlichen Feldtheorie beschäftigte, erhielt jedoch die Antwort, dass dies keiner tat. Da das Versorgungsamt Hannover die Kosten für Heims Studium übernahm, musste er jedes Jahr eine Leistungsprüfung ablegen. Fritz Sauter bescheinigte ihm am 14. Mai 1952:
„Der Student Burkhard Heim […] war im letzten Semester krankheitshalber größtenteils verhindert […]. In einem Examen, das er heute vor mir abgelegt hat, zeigte er, dass er die Zeit des letzten Semesters zu eigenem Studium verschiedener Spezialgebiete der Physik benutzt hat, sodass dieses Semester für ihn als durchaus positiv zu bewerten ist”
Auch von Carl Friedrich von Weizsäcker erhält er eine positive Beurteilung:
„Herr Heim hat sich sehr gründlich in die Probleme der Relativitätstheorie vertieft und hat eine Kenntnis erworben, die bis zu den neuesten Ansätzen Einsteins über die allgemeine Feldtheorie reicht. Er hat sich mit diesem Fragenbereich in selbstständiger Weise auseinandergesetzt.“
Heim wollte seine Diplomarbeit gerne über seine eigenen Ideen zur Feldtheorie schreiben, fand jedoch niemanden in Göttingen, der ihm dieses Thema abnehmen wollte. Außerdem drängte das Versorgungsamt auf einen baldigen Abschluss. Am 24. Februar 1953 schlug ihm Richard Becker vor, zuerst seine mündliche Diplomprüfung abzulegen und eine schriftliche Arbeit nachzuliefern. Die mündliche Prüfung legte er am 17. Februar 1954 bei Becker und von Weizsäcker ab und bestand diese mit ‚gut‘ und das Amt gewährte ihm weitere Unterstützung. Im Anschluss wechselte er an das Max-Planck-Institut in Göttingen. Seine Diplomarbeit Hydro- und thermodynamische sowie spektroskopische Untersuchungen über das Filamentensystem des NGC 1952 schrieb er dort über die physikalischen Prozesse in der Krebsnebel-Supernova (Supernova 1054). 1956 erhielt er sein Physik-Diplom bei den Professoren Carl Friedrich von Weizsäcker und Richard Becker.

### Das Prinzip der dynamischen Kontrabarie
Heims seit früher Kindheit bestehendes Interesse an der Raumfahrt wirkte auch in seinem Physikstudium weiter. Nach seinen frühen Experimenten mit Raketentechnik erschien ihm spätestens während seines Chemiestudiums 1948 der Flug durchs All mit chemischen Triebwerken als unrealistisch. Bereits im Herbst 1949 beginnt er, eigene Hypothesen zu formulieren. Analog zum Magnetfeld, das von einer bewegten elektrischen Ladung erzeugt wird, postulierte er, dass eine bewegte Masse ein gravitomagnetisches Feld (von ihm als „Mesofeld“ bezeichnet) erzeugen sollte. Auch überlegte er, das Gravitationsfeld selbst müsse eine geringe Masse haben („Feldmasse“) und erzeuge so wieder eine geringe Schwerkraft. Auf dieser Basis postulierte er, dass man elektromagnetische Strahlung in eine Kraftwirkung umwandeln könne, die er „dynamische Kontrabarie“ nannte (lat.: contra: ‚gegen‘, altgr. βαρύς, barús: ‚Schwer‘, altgr. δύναμις, dýnamis: ‚Kraft‘ — also Gegenschwerkraft) und die Raumschiffe antreiben sollte. Es gelang ihm jedoch nicht, seine diesbezüglichen Theorien verständlich darzustellen.
Von 1942 an war Heim Mitglied bei der Deutschen Gesellschaft für Weltraumforschung gewesen, später übergegangen in die Nordwestdeutsche Gesellschaft für Weltraumforschung, einem Bereich, der bis in die 1950er Jahre als „so unseriös wie noch heute […] das Thema [UFOs]“ galt. Heim wurde am 4. März 1951 zum zweiten Vorsitzenden des Vereins gewählt, was im 15. November 1951 im Vereinsregister des Amtsgerichts Stade eingetragen wurde, im Juli wurden die verschiedenen Raumfahrtvereine wieder zur Gesellschaft für Weltraumforschung (GfW) zusammengefasst, wobei Burkhard Heim eines der Vorstandsmitglieder wurde. Heim brachte Ideen für seinen hypothetischen Kraftfeldantrieb ein.
Am 5. September 1952 hielt er auf der dritten Kongresssitzung der International Astronautical Federation in Stuttgart einen zweistündigen Vortrag über Die dynamische Kontrabarie als Lösung des astronautischen Problems. Inhalte waren eine Skizze seiner Theorie von Gravitation und Elektromagnetismus, seine „Mesofeldtheorie“ und das hypothetische „Prinzip der dynamischen Kontrabarie“ sowie angebliche Berechnungen für einen Flug zum Mars. Heim gab an, sein Raumschiff könne sich beliebig im Weltraum, in der Atmosphäre und im Wasser bewegen und sei dabei völlig lautlos; im Innenraum wäre keinerlei Beschleunigungskraft zu spüren. Heims Vortrag zog, trotz völliger Unverständlichkeit, weite Kreise. Er erhielt zahlreiche Zuschriften. Auch der hannoversche Physikstudent Hans-Dietrich Goslich schrieb Heim, er hätte seinen Vortrag zwar nicht verstanden, habe aber zwei Handwerke erlernt und helfe Heim gerne bei der Konstruktion seines Raumschiffs. Er wurde später einer von Heims Mitarbeitern.

Am 27. Mai 1953 hielt Heim in München erneut einen Vortrag über „[den] Antrieb des kontrabarischen Raumschiffs“ (Der Antrieb des Dynamokontrabators). Beim vierten Kongress der IAF in Zürich im August 1953 lautete der Titel „Ein Vergleich des Prinzips der dynamischen Kontrabarie mit dem Raketenprinzip“. In den kommenden Jahren verschickte er Fortschrittsberichte über die technische Realisierung und theoretische Fortschritte an seinem hypothetischen Raumschiffantrieb an Interessierte. Bitten nach einer ausführlichen Herleitung seiner Theorien lehnte er ab. So antwortete er am 25. Oktober 1953 auf eine solche Zuschrift:
„Ihre Anregung, eine umfassende Darstellung meiner Theorie zur öffentlichen Diskussion zu stellen, fällt bei mir durchaus auf fruchtbaren Boden. Aber im Augenblick bin ich dazu beim besten Willen nicht in der Lage. Ich habe bereits in Zürich darauf hingewiesen, dass ich eine Publikation beabsichtige, aber hierfür noch keine Zeit habe. […]“
In dieser Zeit wurde auch die Boulevardpresse auf ihn aufmerksam. Das Wochenmagazin Stern druckte 1954 eine Zeichnung des theoretischen Raumschiffes über einer Kraterlandschaft. Goslich hatte in der Zwischenzeit ein Modell des Raumschiffes gebaut, das eiförmig sein sollte und von zwei gegenläufig rotierenden Ringen umgeben; und so enthielt der Artikel auch ein Foto des 29-Jährigen vor dem Modell seines Raumschiffs. Der Stern schrieb: „Raketen gehören zum alten Eisen, wenn sich die Pläne des jungen Wissenschaftlers Burkhard Heim verwirklichen sollten.“ Auch die Abendpost, das Nürnberger 8 Uhr Blatt, das Hamburger Abendblatt und das Göttinger Tagblatt überschlugen sich Ende Oktober und Anfang November 1954 mit Sensationsmeldungen. Im Dezember erzählt Heim der Ruhrwacht Oberhausen:
„Noch fehlen mir die Mittel, um eine Versuchsanordnung zu konstruieren, um meine Theorie zu überprüfen. Wenn sie sich aber bestätigt, wäre der Weg frei für eine völlig neuartige technische Entwicklung. Eines der Abfallprodukte wäre beispielsweise die Möglichkeit, elektromagnetische Strahlung – so auch Licht – in mechanischen Schub umzuwandeln. Das würde also eine Revolutionierung der heutigen Fahrzeugtechnik bedeuten, denn man könnte den mechanischen Schub durch Licht erzielen. Noch mehr: Man wäre in der Lage, völlig neue Elektrogeneratoren zu bauen. Und die Maschine würde keine Milliarden kosten, wie die heutige Raketentechnik in den USA.”

### Experimente zur dynamischen Kontrabarie, Institutsgründung
Während sich die Öffentlichkeit sehr begeistert von Heims Ideen zeigte, interessierte sich die physikalische Fachwelt nicht für seine Hypothesen. Im August 1954 legte Heim seine Theorien von Weizsäcker und Albert Einstein vor. Zu Heims Ärger nahm von Weizsäcker sein Manuskript gar nicht an, Einstein antwortete nicht.
Heim war sich jedoch sicher, seine Feldtheorie im Experiment beweisen zu können. Er habe dabei zwar die „gläubige Überzeugung eines religiösen Fundamentalisten“ gehabt, dies sei jedoch unrealistisch gewesen. Als er im Januar 1956 am Max-Planck-Institut in Göttingen keine Mitstreiter gefunden hatte, wollte Heim sein Experiment zur Umwandlung von elektromagnetischer Strahlung in „Gegenschwerkraft“ in Eigenregie durchzuführen. Er ersuchte das Verteidigungsministerium um Finanzierung. Da Heim seine Theorie nicht offenlegen wollte, wurde ihm jedoch die Finanzierung verweigert. Somit musste er Abstriche machen. Von Gosling ließ er sich Gießformen für Mikrowellen-Hohlleiter aus Stahl drehen, mit denen seine Familie nach Heims Anweisungen die Apparatur über die nächsten 2 Jahre zusammenbaute; elektronische Bauteile erbettelte er in Elektro- und Radiogeschäften. Mikrowellen wollte er in Ermangelung eines Magnetrons mit der Funkenstrecke einer Tesla-Spule erzeugen. Ein über dem Experiment aufgehängter Probekörper sollte durch das Gerät in Schwingung gebracht werden. Die Versuchsreihe mit 800 Experimenten verlief negativ.
Im Oktober 1957 hielt Heim auf Anregung Helmut Göckels, eines ehemaligen Ingenieurs des Reichsluftfahrtministeriums und wie er Mitglied in der Gesellschaft für Weltraumforschung, erneut einen Vortrag über seinen hypothetischen Raumschiffantrieb, jetzt auch erstmals mit Ansätzen seiner Herleitungen, der erneut von entsprechenden Sensationsmeldungen begleitet wurde. Während die physikalische Fachwelt kein Interesse an Heims unbegründeten Hypothesen zeigte, riss das öffentliche Interesse nicht ab.
Im November 1957 schrieb das Hamburger Abendblatt unter der Überschrift „Kein Geld für blinden Weltraum-Forscher“ über Heims prekäre Finanzsituation. Daraufhin erhielt Heim zahlreiche Spenden von Firmen und Privatpersonen. Die Deutsche Bank unterstützte ihn mit 2.500 DM, das Magazin Stern spendete 20.000 DM, damit er seinen bisher ehrenamtlichen Mitarbeiter Goslich bezahlen konnte.
Erst 1958 berichtete Der Spiegel weitaus kritischer. So könne Heim seine Theorien nicht begründen und Experten seien der Meinung, er überschätze die Wirksamkeit seines Aufbaus um einen Millionenfaktor. Im selben Jahr hielt Heim in Nürnberg einen Vortrag Über Gravitation und in Bremen einen über Gravitation und Magnetismus.
Helmut Göckel zeigte sich in der Zwischenzeit interessiert, ein „Forschungsinstitut für Kontrabarie“ in Wiesbaden zu gründen. Er schrieb zur Finanzierung an Georg-August Zinn, den damaligen Ministerpräsidenten Hessens. Das Projekt sei streng geheim zu behandeln, da Geheimdienste hinter den Informationen her seien und Heim unter Polizeischutz stehe, um eine Entführung zu vereiteln. Sein Antrag wird abgelehnt. Dennoch gründete Göckel 1958 zusammen mit Heim das „Forschungsinstitut für dynamische Kontrabarie und Astronautik e. V.“ Das im Auftrag seines Großvaters Louis Warneboldt errichtete Fachwerkhaus in der Wilhelmstraße 25 in Northeim diente als Institutsgebäude. Da dem Verein vom Finanzamt die volle steuerliche Abzugsfähigkeit zugesprochen wurde, konnte Heim nun Gelder vereinnahmen und Spendenquittungen ausstellen.
1959 hielt er in Rom einen Vortrag über Gravitation und Materie. Im selben Jahr veröffentlichte er in der Zeitschrift Flugkörper über vier Ausgaben hinweg Artikel über die dynamische Kontrabarie. Die Zeitschrift befasste sich vorwiegend mit Raketentechnik, es erschienen insgesamt 10 Ausgaben, danach wurde sie eingestellt.
Heim gelang es nie, den kontrabarischen Effekt nachzuweisen.

### Metronentheorie, Institutsneugründung
Nachdem die Finanzierung seiner Forschungen sichergestellt und seine Experimente gescheitert waren, hatte Heim Gelegenheit, die Entwicklung seiner Theorie voranzutreiben. Von 1958 an erarbeitete er seine „Metronentheorie“. Nach Heim sollte es eine physikalisch kleinst-mögliche Fläche {\displaystyle \tau } geben, die er als „Metron“ bezeichnete, sodass der Raum nicht beliebig teilbar sei. Heims Theorie ähnelt dabei der Differenzenrechnung, definiert den Differenzenoperator jedoch als {\displaystyle \eth \phi (n)=\phi (n)-\phi (n-1)}. Als „metronische Funktion“ {\displaystyle \phi (n)} definierte Heim eine Funktion, die nur ganzzahlige Argumente zulässt. Einen Operator, wie den Differenzenoperator {\displaystyle \eth }, der auf metronische Funktionen wirkt, nennt Heim „Selektor“. Diese Ideen wandte er auf die Tensoranalysis und auf die Riemannsche Geometrie (wie sie als Basis der Allgemeinen Relativitätstheorie dient, bei Heim jedoch mit komplexwertigen Tensoren und in 6 Dimensionen) an, sie wurden erstmals 1980 in seinem Buch „Elementarstrukturen der Materie“ veröffentlicht. Außer in Heims Büchern fand die Methode keine Anwendung.
Nach einigen Augenoperationen und mit einer starken Brille konnte Heim zu diesem Zeitpunkt an einer Tafel arbeiten. 1959 erlernte er das Schreiben auf Papier. Im Dezember 1961 konnte er nach einer Ohrenoperation wieder ohne Hörgerät hören.
Im Jahr 1963 behauptete Heim erstmals, aus seinen Gleichungen die Massen und Ladungen von Elektron und Proton sowie den Wert der Feinstrukturkonstante theoretisch errechnen zu können.
Nachdem sich Heim mit Göckel zerstritten hatte und länger nichts von ihm gehört hatte, wurde der von Göckel gegründete Verein am 4. April 1964 durch die Neugründung „Deutsches Forschungsinstitut für Kraftfeldphysik und Allgemeine Kosmologie e. V.“ mit Sitz in Northeim ersetzt, ein positives Schreiben von Pascual Jordan zu einer Idee von Heim für einen empfindlichen Seismographen verhalf zur Anerkennung der Gemeinnützigkeit. Den Vorsitz des Instituts hatte Heim inne, Heims Vater wurde stellvertretender Vorsitzender, Institutsverwalter und Kassenführer. Heims Interesse galt jetzt vorwiegend der Elementarteilchenphysik. Göckel überschrieb dem neuen Institut das existierende Inventar.

### Tod des Vaters und Beschäftigungen mit Parapsychologie
Von 1961 an wurde die finanzielle Situation immer prekärer, gleichzeitig wuchsen ihm bis 1964 die theoretischen Arbeiten über den Kopf. Im November 1964 erkrankte zusätzlich Heims Vater an Krebs, der im Dezember 1964 zu seinem Tod führte. Heim fiel in eine tiefe Depression. Er sagte:
„Ich war dann in einer so furchtbaren Situation, psychisch, dass ich über mehrere Jahre hindurch überhaupt nichts mehr getan habe. Ich hatte nicht mal mehr den Schwung, die Tafel abzuwischen. Ich weiß noch, Schott drängelte mich dann immer – alle drängelten mich. Ich hatte an nichts mehr Interesse, sagte mir aber, das hat auch keinen Zweck. Dieser passive Zustand hielt an.“
Nach theoretischen Überlegungen über die Effizienz von Benzinmotoren im ersten Halbjahr 1965, und Konstruktion eines neuartigen EEG, dem eine Patentanmeldung Ende 1965 jedoch versagt blieb, versuchte Heim eine Apparatur zu bauen, die Krebs anhand elektrophysiologischer Veränderungen erkennen sollte. Er schrieb von 1966 bis 1970 jahrelang zahlreiche Firmen an, um eine Finanzierung seiner Projekte zu erreichen, die seine Ideen jedoch durchweg als reine Spekulationen und wissenschaftlich unhaltbar ablehnten. Auch die Firmen, die sein Institut bis jetzt finanziert hatten, stellten ihre Unterstützung bis 1972 ein.
Nach dem Tod seines Vaters beschäftigte sich Heim zunehmend mit philosophischen, psychologischen und parapsychologischen Themen. Er untersuchte Tonbandstimmen und stand im Kontakt mit Parapsychologen wie Hans Bender, Konstantin Raudive und Friedrich Jürgenson. Seine Vortragstätigkeit führte ihn in den 1970er Jahren nach Brixen (1974), Augsburg (1976) und Innsbruck (1978). Bis 1980 hielt er Vorträge mit Titeln wie Der Kosmische Erlebnisraum des Menschen, Elementarprozess des Lebens und Postmortale Zustände? Die Inhalte wurden später veröffentlicht. Es handelt sich um Hypothesen zur menschlichen Logik und zur Evolutionstheorie, zu den Grundbedingungen für ein erfülltes Leben und zum Leib-Seele-Problem und einem möglichen Leben nach dem Tod. Sein späterer Verleger und Veranstalter der Kongresse Andreas Resch schrieb dazu: „Damit hatte er sich sehr exponiert, so dass ihn die Fachwelt völlig abschrieb. Wer sich mit Grenzgebieten [der Wissenschaften] befasste, galt damals als unseriös“.
Im September 1971 nahm das Ehepaar Heim Ingrid Hartung (1940–2011) als Adoptivtochter in die Familie auf.

### Erste Veröffentlichungen
Ab 1972 versuchte Heim seine theoretischen Ausarbeitungen zu veröffentlichen. Einen Artikel Vorschlag zur Revision des newtonschen Gravitationsgesetzes, der Heims frühe Ideen zur „Feldmasse“ enthielt, sandte er im Mai 1972 am an die Annalen der Physik. Sein Manuskript wurde abgewiesen. Am 4. Januar 1973 sandte er seine Formel, aus der er meinte, die Massen der Elementarteilchen berechnen zu können, an Werner Heisenberg, der jedoch nicht antwortete. Auch von Weizsäcker erhielt sie am gleichen Tag. Ein Mitarbeiter teilte jedoch mit, dass er seine Ausdauer zwar bewundere, Heim das Problem jedoch falsch anginge. Auch mit Heinrich Hora stand Heim in Kontakt, dieser setzte sich zwar für Heim ein und versuchte eine Veröffentlichung seiner Arbeiten in der Physical Review D zu erreichen, jedoch wurde ihm auch dort die Veröffentlichung versagt. Nach sechsmonatiger Prüfung war nicht klar geworden, ob Heims Ansätze valide waren. Auch das Italienische Il Nuovo Cimento lehnte Heim ab. Dem CERN übersandte Heim seine Theorien erfolglos.
Da Heim keinen Verleger für seine Werke fand und die etablierten Zeitschriften sie nicht drucken wollten, er dabei aber stets befürchtete, dass seine Arbeit bald gestohlen und von anderen veröffentlicht werden würde, bat er Andreas Resch am 17. Februar 1975, seine Artikel und Bücher zu veröffentlichen. 1975 bis 1980 veröffentlichte er in Sammelwerken mit dem Titel „Mystik“, „Paranormale Heilung“ und „Fortleben nach dem Tode“ zuerst seine nicht-physikalischen Ausarbeitungen. Zwischenzeitlich nahm auch die Zeitschrift für Naturforschung einen Artikel über seine Massenformel der Elementarteilchen an. Auch hielt er am 25. November 1976 bei der Firma Messerschmitt-Bölkow-Blohm einen zweistündigen Vortrag vor dem Arbeitskreis „Grenzgebiete der Physik“. Der Vortrag wurde aufgezeichnet, eine Abschrift wurde später im Internet veröffentlicht.
Am 17. September 1978 reichte er beim Resch-Verlag das Manuskript zu seinem Buch „Elementarstrukturen der Materie“ ein, es enthält seine Ideen zur „Feldmasse“, der „Metronentheorie“, daraus abgeleitete kosmologische Hypothesen, sowie Teile seiner Massenformel, es gilt als von etlichen unüblichen Fremdwörtern und Fachbegriffen durchsetzt und „in didaktischer Hinsicht schlichtweg katastrophal“. Der Verlag hatte bis jetzt nur parapsychologische Literatur veröffentlicht und keine Erfahrung mit mathematischen oder physikalischen Texten. Bereits vor der Drucklegung fielen Rechenfehler auf. So hatte Heim unter anderem berechnet, dass sich Gravitationswellen mit Überlichtgeschwindigkeit ausbreiten sollen, da er den falschen Ausdruck für den Laplace-Operator in Kugelkoordinaten benutze. Heim hatte eine fachliche Durchsicht seiner Texte jedoch abgelehnt. Das Werk wurde von der physikalischen Fachwelt wenig beachtet. Als einer der wenigen las Hans Theodor Auerbach, der sich schon 1977 mit Heims Arbeiten beschäftigt hatte und sich als Referent angeboten hatte, das Buch. Er kritisierte in einem Brief vom 8. August 1981 die ersten beiden Kapitel als „wenig aufschlussreich“ und bemängelte am dritten (Heims Metronentheorie) „die große Zahl von Unklarheiten, ungeschickten Ableitungen und ausgesprochenen Überlegungsfehlern, die nur schon im ersten Abschnitt […] enthalten sind“.

### Politische Einstellung und Engagement
Heim hatte sich bereits vor der allgemeinen Anerkennung des Klimawandels mit der grünen Politik solidarisiert. Er übte stets scharfe Kritik am Wirtschaftswachstum, das er teilweise als „bösartig tumoröse [...] Wucherungen“ bezeichnete. 1976 äußerte er in einem Brief:
„Aufgrund der von mir seit Jahren mit Besorgnis beobachteten globalen wirtschafts- und gesellschaftspolitischen Entwicklung halte ich es persönlich nicht mehr für verantwortbar, die rein profitorientierten und spekulativ missbrauchten Technologien und die ständig wachsenden Steigerungsraten industrieller Produktion noch in irgendeiner Weise zu unterstützen; denn dies alles wächst sich langsam zu einem lebensfeindlichen Monstrum aus, welches durchaus in der Lage sein dürfte, unseren Planeten auf kaltem Wege und schleichend unbewohnbar zu machen.“
Heim war Konsumkritiker. Eine Anfrage, ob Fusionsenergie wirtschaftlich nutzbar gemacht werden könne, beantwortete er in einem grünen Umschlag, auf die er „Die Zukunftspflicht – Konsumverzicht“ stempelte, wie er anlässlich eines Vortrages, den er am 25. Juni 1994 an der Technischen Universität Berlin hielt, erzählte. Kapitalisten unterstellte er eine psychische Störung; er bezeichnete sie in seinem Buch Der Elementarprozess des Lebens als „merkantil pervertierte Tp-Persönlichkeiten“. So schrieb er:
„Diese Tp-Mentalität manifestiert sich praktisch immer in dem überaus merkantilen und zugleich gesichts- und geschichtslosen Banausentum ohne metaphysische Bindung, welches grundsätzlich Qualität durch Zahl und Geist durch Masse zu ersetzen sucht.“
Als in Northeim einige Häuser zur Schaffung einer Bundesstraße abgerissen werden sollen, gründete er um 1978 eine Bürgerinitiative zur Rettung der Altstadt. Er schrieb:
„Alles in allem macht es keine Freude, hier zu leben und tatenlos zusehen zu müssen, wie unsere Selbstmordgesellschaft das letzte bisschen natürlichen Bodens zumauert, die Städte newyorkisiert und aus lauter Bequemlichkeit die Lebensluft vergiftet …“

### Rotationsexperimente, Massenformel
Seit mindestens 1981 wurde Heim erneut von der Firma MBB bezahlt. Er erhielt einen Beratervertrag und 2.000 DM monatliches Gehalt. Aus seiner Theorie folgerte er, dass rotierende elektrisch neutrale Massen ein Magnetfeld erzeugen mussten (dieser Zusammenhang wurde als Blackett-Effekt postuliert; er wurde bis heute nicht beobachtet). Von Oktober 1981 an plante die Firma den postulierten Effekt nachzuweisen, nachdem 1984 die Finanzierung durch das Bundesministerium für Forschung versagt wurde und das Experiment nicht durchgeführt wurde, ließ man jedoch Heims Vertrag 1985 auslaufen.
Nach der Veröffentlichung seines Buches arbeitete Heim daran, seine Formel für die Berechnung der Massen der Elementarteilchen („Massenformel“) zu verbessern. Im Februar 1982 sandte er seine Formeln unter anderem an das Deutsche Elektronen-Synchrotron, die auf den dortigen Computern berechnet wurden. Man fand Übereinstimmungen mit den damals bekannten Massen der Elementarteilchen und deren Anregungen, die Zahl der Massen überstieg die Zahl der Teilchen jedoch. Wie Heim seine Formel gefunden hatte, gab er jedoch nicht an. Sie enthält eine Matrix aus 36 Parametern unklarer Herkunft. In seinem Buch gab er dazu später an, er habe die Werte nicht explizit herleiten können, sie seien heuristisch ermittelt.
Im Jahre 1989 stellte Heim der Firma MBB eine überarbeitete Version seiner Massenformel vor. Die Formel ergibt korrekte Werte für acht verschiedene Elementarteilchen, einige weitere liegen außerhalb der damals bekannten Toleranzen. Weiterhin wird eine Masse für ein „neutrales Elektron“ angegeben; die Masse für das zu Heims Zeiten unbekannte Tauon fehlt hingegen. Die Formel kommt ohne die obige Matrix von 36 Parametern aus. Neben mathematischen Konstanten gehen nur die Planck-Konstante, die Lichtgeschwindigkeit und die Gravitationskonstante sowie eine Vielzahl von nicht herleitbaren „Quantenzahlen“ in die Formel ein.

### Letzte Jahre

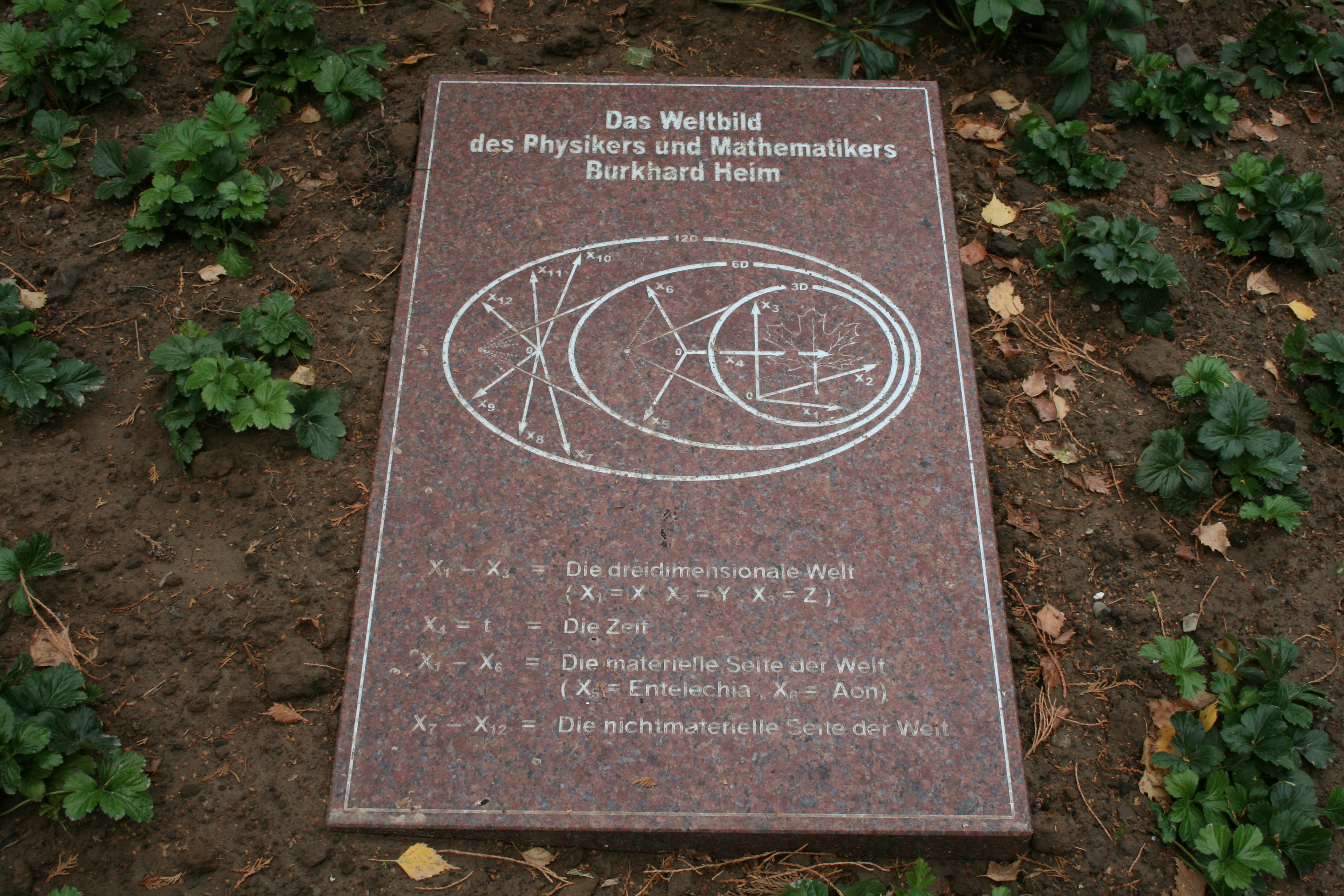
Burkhard Heims Grab zeigt die zwölf Dimensionen der Heim-Dröscher-Theorie

Ab Sommer 1996 erlitt Heim einige Synkopen, nach einigen Untersuchungen wurde ein kolorektales Karzinom diagnostiziert, postoperativ erlitt Heim eine Pankreatitis und einen Schlaganfall und war zunächst unfähig zu sprechen. Nach unvollständiger Erholung verbrachte er seine letzten Jahre mit Reisen und Kuren. Er bemühte sich auch, einen Artikel über seine Herleitung der Feinstrukturkonstante zu schreiben, konnte diesen jedoch nicht mehr abschließen. Im Februar 2000 erlitt er eine Hirnblutung, von der er sich nicht mehr erholte. Er starb nach langer Krankheit in der Nacht auf den 14. Januar 2001.
Heim wurde am 19. Januar 2001 auf dem Northeimer Friedhof im Familiengrab beigesetzt, sein Verleger, der Theologe Andreas Resch hielt die Trauerrede. Spätestens seit der Beisetzung seiner Frau im Jahr 2006 ziert ein Gedenkstein Heims Grab. Es zeigt die 12 Dimensionen der Heim-Dröscher-Theorie.

## Werk
Heim arbeitete seit den späten 1940er Jahren an einer Gravitationstheorie, die einen Zusammenhang zwischen Elektromagnetismus und Schwerkraft herzustellen versuchte. Heim versuchte, zusammen mit dem Flugzeug-Ingenieur Hans-Dietrich Goslich eine Versuchsanordnung zu bauen, die er „Kontrabator“ nannte. Mit dieser Versuchsanordnung wollte Heim elektromagnetische Zentimeterwellen absorbieren, in Gravitationswellen umwandeln und so die Gravitation beeinflussen. Ein 1958 im Spiegel erschienener Artikel erwähnt „Schwerkraft-Experten“, die der Ansicht seien, „daß Heim die Wirksamkeit seiner Anordnung vielmillionenfach überschätzt“. Überdies sei es ihm „noch nicht einmal gelungen, seine Theorien einleuchtend zu begründen“.
Von 1980 an begann Heim seine Theorie im fachfremden Verlag eines Freundes zu veröffentlichen. Seine Bücher enthalten unter anderem Ausarbeitungen zu einer modifizierten Newtonschen Dynamik, bei der die Schwerkraft abhängig vom Atomgewicht der erzeugenden Masse ab einem bestimmten Abstand abstoßend wirken soll, einer als „Metronenrechnung“ bezeichneten Verallgemeinerung der Differenzenrechnung, die davon ausgeht, dass eine physikalische kleinste Fläche (von Heim als „Metron“ bezeichnet) existiert und eine Anwendung dieser Methode auf eine Modifikation der Einstein-Cartan-Theorie, die zusätzlich zur Raumzeit weitere zwei Dimensionen enthält. Heim behauptet, so die Massen der damals bekannten Elementarteilchen berechnen zu können.
In seinen späteren Werken beschäftigte sich Heim mit parapsychologischen Fragestellungen. Unter anderem ließen sich angeblich innerhalb seiner Theorie Aussagen zu einem Leben nach dem Tod herleiten. So sei das Bewusstsein nicht vom Gehirn erzeugt, sondern laut Heim vielmehr über als „Syntropoden“ bezeichnete Informationskanäle mit einer Seele (von Heim als „Telezentrum“ bezeichnet) verbunden, die sich nach dem Tode vom Körper ablöse. Auch finden sich Spekulationen über die Ursachen von Telekinese, Hellsehen und Spukphänomenen. Die zahlreichen Wortneuschöpfungen durch altgriechische Komposita fanden vor allem in esoterischen Kreisen Anklang.
Spätestens von 1958 an arbeitete Heim außerdem an einem zweibändigen Werk, über die von ihm als „Syntrometrische Maximentelezentrik“ bezeichnete Methode, die seine physikalischen und psychisch-paranormalen Theorien in einer einheitlichen Theorie zusammenführen sollte. Es wurde posthum im Internet veröffentlicht.
2009 erwähnte ein Artikel im populärwissenschaftlichen Magazin New Scientist Heim als einen randständigen Physiker, dessen Ideen niemals einem Peer-Review unterzogen wurden und von den meisten modernen Physikern als größtenteils unverständlich abgelehnt werden.
In der physikalischen Forschung spielen die Ansätze Burkhard Heims keine Rolle. Walter Dröscher und Jochem Häuser stellten Heims Theorie bzw. eine Erweiterung (Extended Heim Theory) seit 2003 auf einigen ingenieurwissenschaftlichen Konferenzen in den USA vor, z. B. den Joint Propulsion Conferences der AIAA und den SPESIF- und STAIF-Konferenzen.
Im Jahr 2017 wurde in einem Ufologie-Journal ein Artikel veröffentlicht, der Heim schwere Fehler in der Herleitung seines Gravitationsgesetzes unterstellt und die Berechnungen entsprechend korrigiert.

## Sonstiges
- Der Künstler Jean Cocteau malte Ende der 1950er Jahre in einer Halle der Ausstellung Terre et Cosmos in Paris ein Fresko und nannte es das Innere Auge von Heim.[162]
- Der isländische Komponist Jóhann Jóhannsson veröffentlichte 2008 auf dem Album Fordlandia ein Stück mit dem Titel Melodia (Guidelines for a Space Propulsion Theory based on Heim’s Quantum Theory).[163]
- Im April 2011 barg die Feuerwehr 35 kg Chemikalien aus dem Keller des ehemaligen Wohnhauses von Burkhard Heim in Northeim.[164]

## Schriften
- Das Prinzip der dynamischen Kontrabarie. In: Flugkörper – Zeitschrift für Gerät, Ausrüstung und Zubehör der Luft- und Raumfahrt. Flugweltverlag, Wiesbaden 1959, PDF (Memento vom 13. März 2012 im Internet Archive)
- Vorschlag eines Weges einer einheitlichen Beschreibung der Elementarteilchen. In: Zeitschrift für Naturforschung A. Band 32, März/April 1977, S. 233–243.
- Postmortale Zustände? Die televariante Area integraler Weltstrukturen. Resch, Innsbruck 1980, ISBN 3-85382-022-0.
- Der kosmische Erlebnisraum des Menschen. Resch, Innsbruck 1982, ISBN 3-85382-022-0.
- Der Elementarprozeß des Lebens. Resch, Innsbruck 1982, ISBN 3-85382-023-9.
- Elementarstrukturen der Materie: Einheitliche strukturelle Quantenfeldtheorie der Materie und Gravitation. 2 Bände. 1980–1984. 3. Auflage: Resch, Innsbruck 1996–1998, ISBN 3-85382-008-5 und ISBN 3-85382-036-0.
- mit Walter Dröscher: Strukturen der physikalischen Welt und ihre nichtmaterielle Seite. Band 3. Resch, Innsbruck 1996, ISBN 3-85382-059-X.
- mit Walter Dröscher, Andreas Resch: Einführung in Burkhard Heims „Einheitliche Beschreibung der Welt“. Mit Begriffs-, Formel- und Gesamtregister. Band 4. Resch, Innsbruck 1998, ISBN 3-85382-064-6.

## Hörbuch
- Das neue Weltbild des Physikers Burkhard Heim (Original Vortragsmitschnitte). Komplett-Media, Grünwald 2006, ISBN 3-8312-6128-8. (Laufzeit 4:40 h)